# Geschichtspark Phra Nakhon Khiri

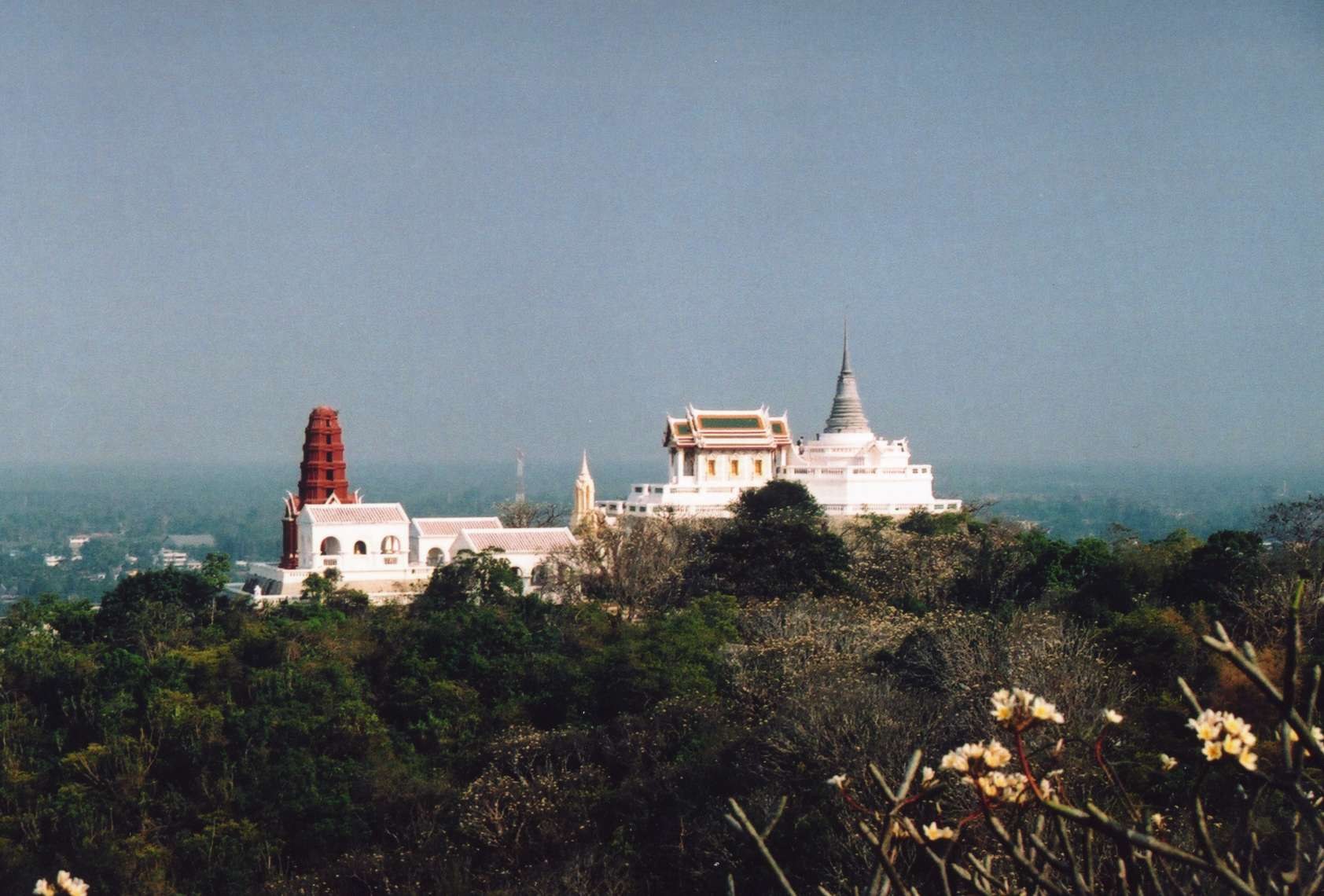
Phra Nakhon Khiri

Der Geschichtspark Phra Nakhon Khiri (thailändisch อุทยาน ประวัติศาสตร์ พระนครคีรี, Aussprache: [pʰráʔ náʔkʰɔːn kʰiːriː]) liegt auf einer Erhebung in der Provinz Phetchaburi in Zentralthailand. Phra Nakhon Khiri bedeutet „Heiliger Stadthügel“, doch nennen ihn die Einheimischen Khao Wang, den „Palasthügel“.

## Anlage
Der Geschichtspark besteht aus drei Gebäudekomplexen, die auf den drei Kuppen des mehr als 90 Meter hohen Hügels errichtet worden sind. Auf dem „westlichen Hügel“ ließ der König seine Residenz errichten, daneben mehrere kleinere Gebäude und Hallen. Die „zentrale Kuppe“ wird vom Chedi Phrathat Chom Phet überragt. Der königliche Tempel Wat Phra Kaeo steht auf der „östlichen Kuppe“.
Das thailändische Fine Arts Department registrierte die Anlage am 13. Dezember 1953 als „Nationales Monument“. Nach einer gründlichen Restaurierung steht sie heute Touristen zur Besichtigung frei.

## Einrichtungen

### Phra Thinang Phetphum Phairot
Die Thronhalle Phra Thinang Phetphum Phairot (Thai: พระที่นั่งเพชรภูมิไพโรจน์) ist das größte Gebäude. Der Grundstein wurde im Juli 1859 gelegt. Sie diente als Thronhalle für Audienzen. Nach umfangreichen Restaurierungsarbeiten wird es heute als Haus für Staatsgäste des Landes genutzt.

### Phra Thinang Pramot Mahaisawan
Die Phra Thinang Pramot Mahaisawan (พระที่นั่งปราโมทย์มไหสวรรย์) war des Königs Residenz, hier befanden sich seine Schlafgemächer.

### Phra Thinang Wichien Prasat

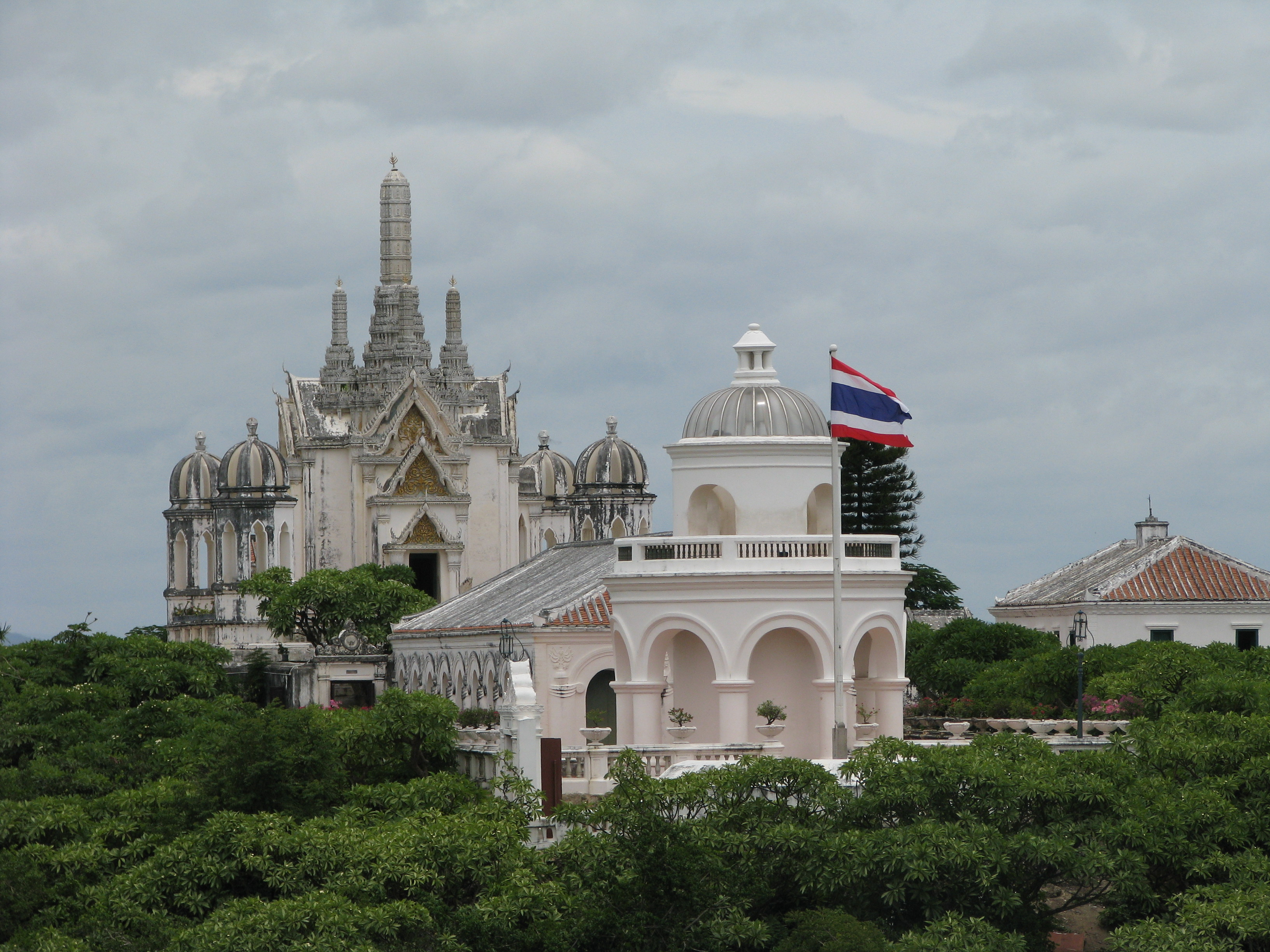
Phra Thinang Wichien Prasat und Observatorium

Der Phra Thinang Wichien Prasat (Thai: พระที่นั่งเวชยันต์วิเชียร ปราสาท) ist ein eindrucksvolles Beispiel thailändischer Architektur: er wurde zu Ehren von König Mongkut auf einer dreistufigen Terrasse errichtet, eine jede war von einer Balustrade umfasst. Im Zentrum steht der Prasat in klassischem, thailändischen Baustil. Auf seinem Dach stehen vier verzierte Türme, die einen symbolischen Prang umgeben. Diese Quincunx-Anordnung soll den Mittelpunkt des buddhistischen Weltbildes (Traibhumikatha), den Berg Meru mit den vier umgebenden Kontinenten symbolisieren. Im Inneren des Gebäudes steht unter einem siebenfachen Schirm eine Büste des Königs Mongkut. Mit der Anfertigung der Form wurde zunächst ein französischer Bildhauer beauftragt, der nach einer Photographie arbeiten musste. Der König war unzufrieden mit dem Ergebnis und beauftragte einen thailändischen Bildhauer mit der Arbeit. Dieser orientierte sich jedoch an der Arbeit des Franzosen, so dass heute beide Versionen der Büste ausgestellt werden. Der König starb, bevor die zweite Statue fertiggestellt wurde.

### Observatorium
König Mongkut war sehr an Astronomie interessiert und ließ deshalb hier ein Observatorium (Ho Chatchawan Wiangchai, หอชัชวาลเวียงชัย) mit einem gläsernen Dach und wundervollem Zierrat errichten. Daneben steht die Ho Phiman Phetmahesuan (หอพิมานเพชรมเหศวร), eine kleine Halle, die Buddha-Statuen und religiöse Objekte enthielt. Sie diente dem König manchmal zur Meditation.

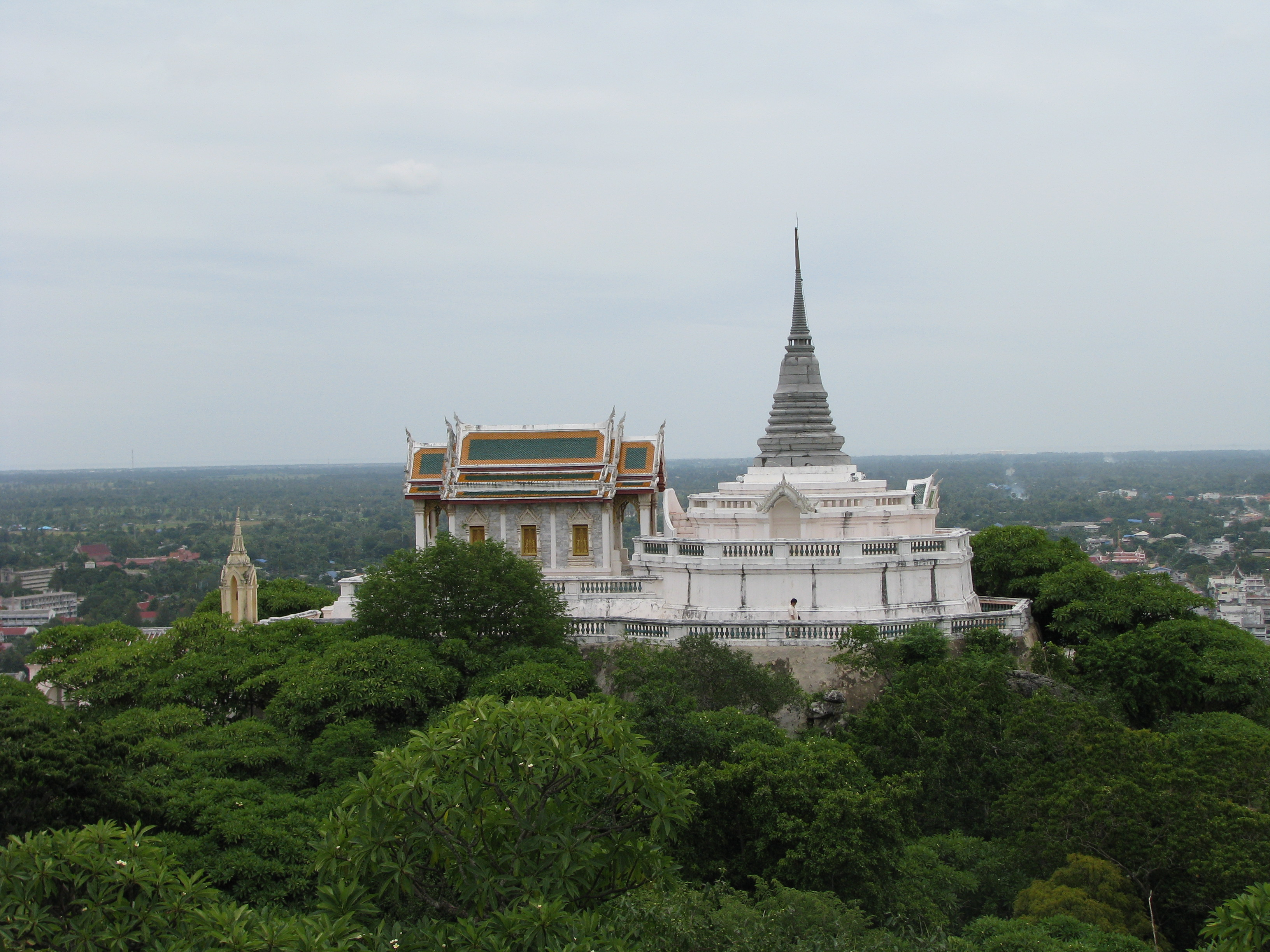
Wat Phra Kaeo

### Wat Phra Kaeo

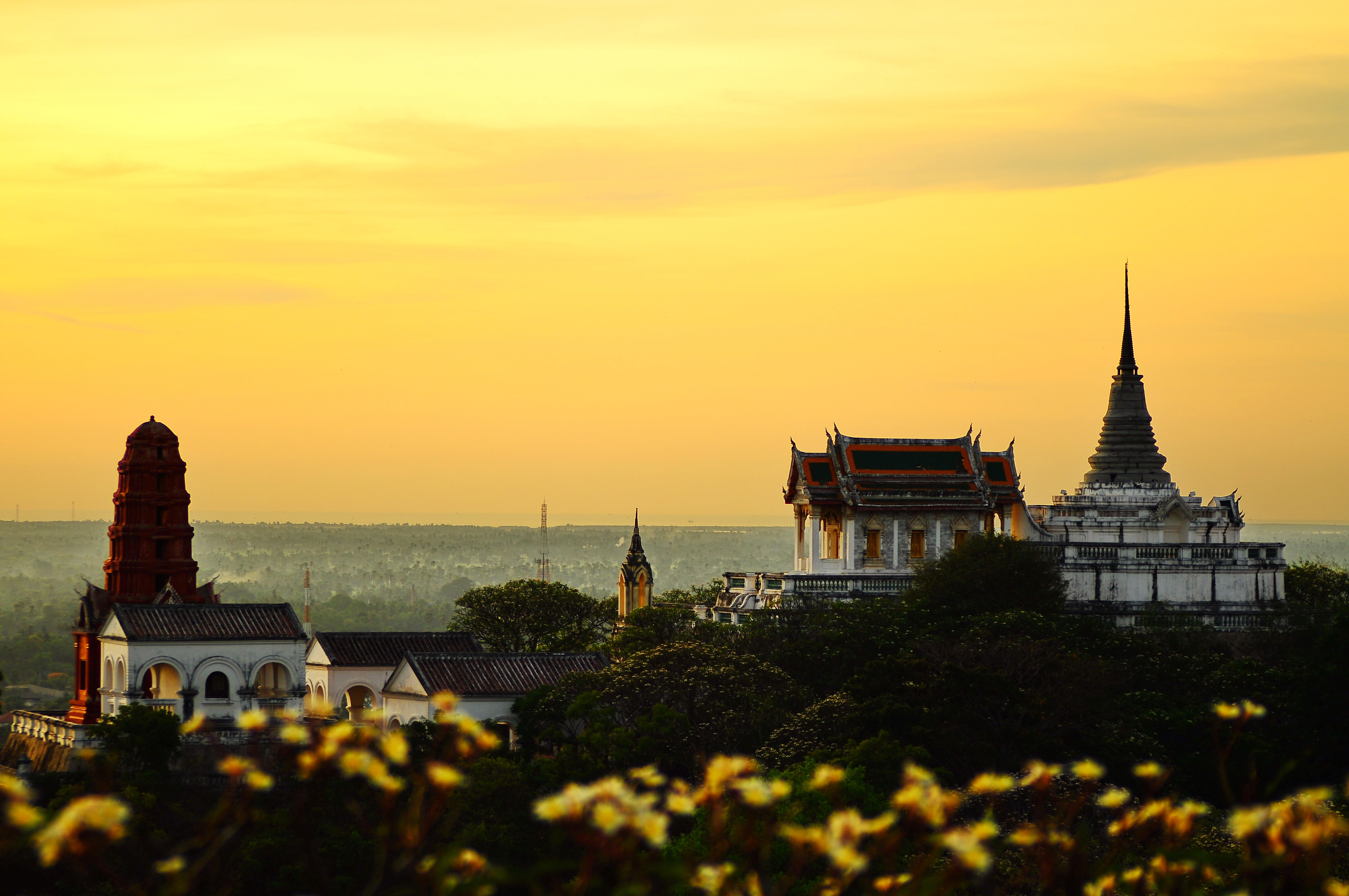
Wat Phra Kaeo mit rotem Prang („Chedi Daeng“)

Der Wat Phra Kaeo wurde auf dem „östlichen Hügel“ im Stil der späten Ayutthaya-Periode erbaut: Chedi, Ubosot und Glockenturm (Hor Rakhang) liegen auf einer Achse, die von West nach Ost ausgerichtet ist, sowie auf einer gemeinsamen Terrasse. Die Türen und die Tympani der relativ kleinen Ordinationshalle sind reich verziert, im Innern stand während der Lebenszeit von König Mongkut (Rama IV.) eine Buddha-Statue aus Kristall, welche dem Tempelbereich seinen Namen gab („Kaeo“, Thai แก้ว: Kristall). Die Statue wurde nach dem Tod des Königs nach Bangkok geschafft und durch eine Kopie ersetzt. Der etwa 9 Meter hohe Chedi Phra Sutthasela steht hinter der Ordinationshalle. Er wurde teilweise mit Materialien von der Insel Ko Sichang errichtet. Gegenüber der Halle befinden sich drei Pavillons und ein Prang aus rotem Sandstein.

## Geschichte
Die gesamte Anlage wurde unter König Mongkut (Rama IV.) errichtet und 1860 fertiggestellt. Die Ausführung oblag dem Architekten und späteren Verteidigungsminister Chuang Bunnag, der einen europäischen neoklassischen Baustil anwandte. Damit wollte er den kosmopolitischen Geist des Königs darstellen, der sich gegenüber westlicher Wissenschaft und Kultur viel offener zeigte als jeder seiner Vorgänger.